# 161 Ator
161 Ator (mednarodno ime 161 Athor) je asteroid tipa M v glavnem asteroidnem pasu. 

## Odkritje
Asteroid je odkril kanadsko - francoski astronom Christian Heinrich Friedrich Peters (1838 – 1880) 19. aprila 1876 .
Ime ima boginji plodnosti Hator iz staroegipčanske mitologije. 

## Lastnosti
Asteroid Ator obkroži Sonce v 3,67 letih. Njegova tirnica ima izsrednost 0,138, nagnjena pa je za 9,054° proti ekliptiki. Njegov premer je 44,19 km, okoli svoje osi se zavrti v 7,288 h .